# Дорогое (Днепровский район)
Дорогое (укр. Дороге) — село, Новоалександровский сельский совет, Днепровский район,
Днепропетровская область, Украина.
Код КОАТУУ — 1221486204. Население по переписи 2001 года составляло 239 человек.

## Географическое положение
Село Дорогое примыкает к городу Днепр и селу Новоалександровка. Через село протекает малая речка Балка Войцеховская, в которую возле сельского кладбища  впадает другая малая речка Бельба.
В селе одна улица Николаевская (ранее Татарская).

## История
Село возникло в 1920- е годьі как хутор Дорогой.

## Экономика
- Молочно-товарная, птице-товарная, свино-товарная и овце-товарная ферма, машинно-тракторные мастерские.

## Объекты социальной сферы
- Школа.
- Детский сад.
- Клуб.
- Дом культуры.
- Фельдшерско-акушерский пункт.
- Больница.
- Спортивная площадка.
- Стадион.

## Достопримечательности
- Братская могила советских воинов.